# إلستر الأبيض
إلستر الأبيض (بالألمانية: Weiße Elster) (بالتشيكية: Bílý Halštrov) (بالإنجليزية: White Elster)  هو نهر يبلغ طوله 257 كم في أوروبا الوسطى، وهو رافد يميني لنهر زاله. ينبع إلستر الأبيض من أقصى غرب جمهورية التشيك بالقرب من بلدة آش Aš ويمر بعد ذلك في الأراضي الألمانية وذلك في ولايات ساكسونيا وتورينغن وساكسونيا-أنهالت.
يمر نهر إلستر الأبيض في ألمانيا بالمدن والبلدات التالية: بلاوين وغرايتس وغيرا وتسایتز وبغاو ولايبزغ. يصب إلستر الأبيض في نهر زاله في مدينة هاله.

## اقرأ أيضاً
- إلستر الأسود